# Каджая, Михаил
Михаил Каджая (груз. მიხეილ ქაჯაია, 21 июля 1989, Цхалтубо, Имеретия, Грузинская ССР, СССР) — грузинский борец греко-римского стиля, выступающий за команду Сербии. Призёр чемпионатов мира, чемпионатов Европы и летней универсиады, участник двух Олимпийских игр в Токио и в Париже.

## Биография
Выступал за Грузию до 2017 года, после чего перешёл в состав сборной команды Сербии.
Он выиграл бронзовую медаль в весовой категории до 96 кг на Летней Универсиаде 2013 года и серебряную медаль в категории до 97 кг на чемпионате Европы 2018 года в Каспийске.
В октябре 2018 года стал бронзовым призёром чемпионата мира в весовой категории до 97 кг.
На предолимпийском чемпионате планеты в Казахстане в 2019 году в весовой категории до 97 кг, Михаил завоевал бронзовую медаль и получил олимпийскую лицензию для своего национального Олимпийского комитета.